# Leopold von Brese-Winiary

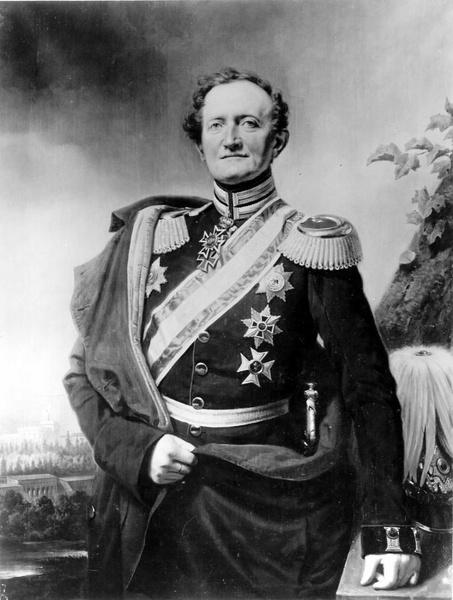
Leopold von Brese-Winiary, porträtiert von Franz Krüger

Johann Leopold Ludwig Brese, seit 1856 von Brese-Winiary, (* 9. September 1787 in Berlin; † 5. Mai 1878 ebenda) war ein preußischer General der Infanterie, Generalinspekteur der preußischen Festungen und Chef des Ingenieurkorps, der maßgeblichen Anteil an der Errichtung der Festungsanlagen in den preußischen Ostprovinzen hatte.

## Privatleben
Breses Familie stammt aus Gerbstedt in der damaligen Grafschaft Mansfeld, wo sein Großvater Posthalter und Bürgermeister war. Sein Vater Johann Karl Brese trat am 18. Mai 1765 zu Magdeburg in den Postdienst. Im Juli 1770 wurde er nach Berlin versetzt, erhielt eine Stelle als königlich preußischer Hofpostsekretär und starb dort am 5. Januar 1824 im Alter von 75 Jahren als gewesener Geheimer Hofrat und Hof–Postmeister. Er hatte sich in zweiter Ehe am 2. September 1784 in Berlin mit Charlotte Friederike Henriette († 21. Februar 1840 in Berlin im Alter von 74 Jahren) verheiratet. Sie war eine Tochter des Kriegsrats Johann Christian Carow.
Johann Leopold Ludwig Brese heiratete 1816 Friederike Johanne Charlotte († 31. Januar 1871 in Berlin im Alter von 79 Jahren), eine Tochter des Justizrats Gottlieb Wilhelm Wittchow aus Swinemünde, der 1817 mehrere Güter (z. B. Mellenthin) auf der Insel Usedom erwarb. Aus dieser Ehe ging nur der Sohn Leopold hervor, der bereits 1820 im Alter von drei Jahren bei einem Unfall verstarb. Damit der 1856 in die Familie gebrachte Adel nicht schon in der ersten Generation aussterben sollte, adoptierte General von Brese-Winiary 1868 seinen Schwager Carl Ferdinand Wittchow, Rittergutsbesitzer auf Mellenthin und Dewichow, auf den am 17. April 1869 Name, Adel und Wappen übertragen wurde und der sich fortan Wittchow von Brese-Winiary nennen durfte. Ein Nachfahre war Oberst Heinz Wittchow von Brese-Winiary, Kommandeur des Panzergrenadier-Regiments 108, Träger des Ritterkreuz des Eisernen Kreuzes mit Eichenlaub.
General von Brese-Winiary wohnte zuletzt in Berlin, Leipziger Str. 2, wo er nach mehreren Schlaganfällen am 5. Mai 1878 verstarb. Die Beisetzung fand auf dem Jerusalemer Friedhof vor dem Halleschen Tore statt.

## Militärischer Werdegang
Leopold besuchte das Gymnasium zum Grauen Kloster, bevor er mit ausdrücklicher Genehmigung Friedrich Wilhelm III. am 2. November 1805 in die preußische Ingenieurakademie in Potsdam aufgenommen wurde. Der Krieg gegen Frankreich unterbrach seine Ausbildung und er ging von Spandau, über Küstrin nach Danzig, wo er Anfang 1807 als Unteroffizier an den Kämpfen um die Festung teilnahm; hier besonders an der Verteidigung eines Blockhauses im Gedeckten Weg vor der Bastion Jerusalem, wofür er im Juni 1807 zum Sekondeleutnant befördert wurde. Nach dem Tilsiter Frieden erhielt Brese – obwohl selbst noch ohne Ausbildungsabschluss – seine Berufung als Lehrer für Fortifikation der preußischen Prinzen Friedrich, Friedrich Wilhelm und Wilhelm. Im Mai 1810 ging er als Adjutant von Major Pullet, dem Brigadier der Festungen in Pommern und Brandenburg, nach Berlin und besuchte dort für drei Jahre die Kriegsschule. 1813 unterstützte er die russische Belagerung von Danzig und erhielt dafür das Eiserne Kreuz II. Klasse sowie von russischer Seite einen Ehrensäbel für Tapferkeit. Es folgten die Beförderungen zum Premierleutnant (August 1813), zum Stabskapitän (18. Januar 1815) sowie zum Kapitän (17. Juni 1815). Im Sommerfeldzug von 1815 gehörte Brese zum Stab des IV. Preußischen Korps unter General von Tauentzien. Im Januar 1816 war er am Ausbau der Festung Stralsund beteiligt. Am 9. September 1816 wurde er zunächst als Assistent ins Kriegsministerium berufen, im Juli 1818 zum ordentlichen Mitglied des Ministeriums und bereits im Februar des nächsten Jahres zum Chef der dortigen Ingenieurabteilung ernannt.
Zwischenzeitlich (19. April 1820) zum Major befördert, erhielt Brese 1827 durch den Generalinspekteur der preußischen Festungen, General der Infanterie Gustav von Rauch, erstmals den Auftrag zur selbständigen Planung der Festung Posen. Die Stadt Posen sollte dabei weniger gegen einen Feind von außen geschützt werden. Vielmehr war an die Errichtung von festen Stellungen gedacht, um die Provinzhauptstadt gegen mögliche polnische Aufstände zu sichern. Der von ihm am 21. Juni 1827 eingereichte Entwurf empfahl den Bau eines großen Sperrforts auf der die ganze Stadt beherrschenden, im Norden gelegenen Winiary–Höhe und einige vorgeschobene kleinere Werke. Mit Allerhöchster Kabinettsorder vom 14. April 1828 wurde die Errichtung von Fort Winiary genehmigt. Brese blieb im Kriegsministerium, nahm dabei aber weiterhin großen Anteil an der Durchführung der Arbeiten in Posen. Erst am 12. Mai 1832 erhielt er ein Truppenkommando als Inspekteur der brandenburgisch-pommerschen Festungsinspektion, der wenig später auch die Festung Posen unterstellt wurde. Es folgten die Beförderungen zum Oberstleutnant (30. März 1835), zum Oberst (30. März 1837) und zum Generalmajor (22. März 1843). Am 12. September 1841 wurde er zum Inspekteur der 2. Ingenieurinspektion ernannt und am 22. Mai 1842 übernahm er in gleicher Stellung die 1. Ingenieurinspektion. Dadurch erhielt er großen Einfluss auf die Arbeiten an den Festungen in Königsberg, Lötzen, Thorn, Stettin und weiterhin Posen.
Am 30. Januar 1849 wurde Generalmajor Brese zum Chef des Ingenieurkorps und zum Generalinspekteur aller preußischen Festungen ernannt. Am 8. Mai 1849 zum Generalleutnant befördert, wurde er am 25. Mai 1854 Mitglied des preußischen Staatsrats. Zu seinem 50. Dienstjubiläum und in Anerkennung seiner Verdienste beim Bau der Festung Posen wurde er am 15. Oktober 1856 in den erblichen preußischen Adelsstand mit dem Prädikat von Brese–Winiary erhoben. Das Familienwappen zeigt in Blau eine silberne Spitze, welche oben mit einem roten Schildlein, darin das Eiserne Kreuz besteckt ist, im Fuß aber einen grünen Dreiberg hat, auf welchem zwischen zwei grünen Weinstöcken ein Festungsturm steht. Die Spitze ist beseitet von einem goldenen Anker auf einem blanken Schwert. Am 22. November 1858 zum General der Infanterie ernannt, erhielt er am 1. Juli 1860 unter Verleihung des Schwarzen Adlerordens seinen erbetenen Ruhestand und wurde am 3. Januar 1861 mit der gesetzlichen Pension zur Disposition gestellt.

## Bedeutung für den Festungsbau
General von Asters herausragende Position für den preußischen Festungsbau in den westlichen Provinzen, hier vor allem für Koblenz, nahm von Brese–Winiary für die Fortifikationsbauten in den östlichen Provinzen mit Schwerpunkt in Posen ein. Darüber hinaus gingen alle wichtigen Festungsentwürfe während seiner Dienstzeit (1816–1832) im Kriegsministerium über seinen Schreibtisch. Breses Verdienste bestanden in der praktischen Umsetzung darin, die von Aster beispielsweise in Koblenz geschaffene Form der Normalpolygone, unter Anlehnung an Montalemberts Ideen in bestimmte Formen gebracht zu haben. Er suchte dabei taktisch wichtige Hauptpunkte im Gelände, sicherte diese durch starke selbständige Werke und legte dazwischen einfache Verschanzungen für Geschützstellungen. Entscheidend war dabei die Tiefengliederung. Jede Befestigungslinie erhielt drei Stellungen: einen durch Reduitblockhäuser gedeckten Weg als äußere Linie, einen sturmfreien Hauptwall als Hauptposition und dahinter ein starkes kasemattiertes Reduit als letzte und materiell stärkste Reservestellung der Verteidigung. Die Auswirkungen auf den Festungsbau, durch die in der zweiten Hälfte der 1850er Jahre zum Einsatz gekommenen Hinterladergeschütze mit gezogenen Rohrläufen und der dadurch größeren Treffergenauigkeit, Reichweite und Durchschlagskraft, hatte von Brese–Winiary allerdings unterschätzt. Die nun notwendig gewordenen Verstärkungsbauten an den preußischen Festungssystemen musste daher sein Nachfolger, General Moritz von Prittwitz, durchführen.

## Auszeichnungen

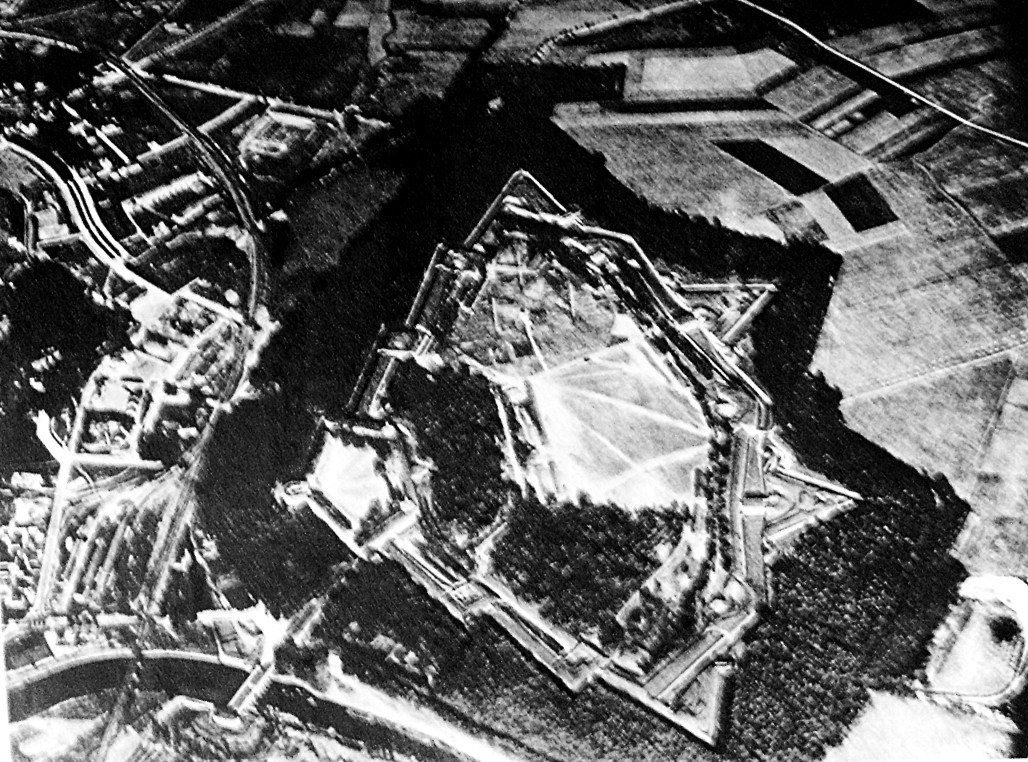
Fort Winiary

- Kommandeur II. Klasse des Wilhelmsordens
- Russischer Orden der Heiligen Anna I. Klasse am 3. Juni 1852
- Roter Adlerorden I. Klasse am 14. Januar 1854
- Großkreuz des Leopoldsorden am 21. Dezember 1852

König Friedrich Wilhelm IV. genehmigte 1856 für die drei Bastionen des Forts Winiary die Bezeichnungen „Johann“, „Leopold“ und „Ludwig“.

## Werke
- Die Armirung der Befestigungen von Danzig während des Winters 1806-1807. In: Archiv für die Offiziere der Königlich Preußischen Artillerie- und Ingenieur–Corps. Band 11, 1840, S. 20–101 (eingeschränkte Vorschau in der Google-Buchsuche).
- Drei Vorlesungen über das Entstehen u. das Wesen der neueren Befestigungs–Methode. Berlin 1844.